# 有棘平睾吸虫
有棘平睾吸虫（学名：Parorchis acanthus）为嗜眼科平睾属的动物。分布于欧洲、美洲、亚洲、大洋洲以及中国大陆的福建等地，营寄生生活，终末宿主为黑腹滨鹬、铁嘴沙鹬、绿脚鹬以及寄生部位为泄殖腔。